# Triphora surinamensis
Triphora surinamensis är en orkidéart som först beskrevs av John Lindley och George Bentham, och fick sitt nu gällande namn av Nathaniel Lord Britton. Triphora surinamensis ingår i släktet Triphora och familjen orkidéer. Inga underarter finns listade i Catalogue of Life.